# 스웨덴의 아스트리드
스웨덴의 아스트리드(Astrid Sofia Lovisa Thyra de Suède, 1905년 11월 17일 ~ 1935년 8월 29일)는 벨기에 국왕 레오폴 3세의 첫 번째 왕비이다. 스웨덴 국왕 오스카르 2세의 손녀로 그 아들 베스테르예틀란드 공작 칼 왕자와 덴마크 공주 잉에보리 사이에서 셋째딸로 태어났다. 형제로는 덴마크 왕자비가 된 언니 마르가레타, 노르웨이 왕세자비가 된 언니 메르타, 남동생 칼 베르나도테가 있다. 1926년 11월 10일 브라반트 공 레오폴과 결혼했다. 1934년 남편의 즉위로 벨기에의 왕비가 되었으나 이듬해인 1935년 레오폴이 운전하는 자동차 사고로 죽었다. 레오폴 3세와의 사이에서 2남 1녀를 두었다.

## 자녀
- 조제핀샤를로트 - 룩셈부르크 대공비
- 보두앵 - 벨기에 국왕
- 알베르 2세 - 벨기에 국왕